# John Cale
John Davies Cale (Carmarthenshire, 9 de marzo de 1942) es un músico, compositor, multiinstrumentista y productor discográfico británico. Fue miembro fundador de la banda de rock estadounidense The Velvet Underground. A lo largo de seis décadas de carrera, Cale ha experimentado en distintos géneros musicales como rock, drone, clásica, avant-garde y electrónica.
Estudió música en el Goldsmiths College de la Universidad de Londres, antes de trasladarse en 1963 a la escena musical del centro de la ciudad de Nueva York, donde actuó como parte del Theatre of Eternal Music y formó The Velvet Underground. Desde que abandonó la banda en 1968, Cale ha publicado 16 álbumes de estudio en solitario, incluido el aclamado Music for a New Society. Cale también ha adquirido reputación como productor aventurero, trabajando en los álbumes de debut de varios artistas innovadores, como The Stooges y Patti Smith.

## Primeros años y carrera
John Davies Cale nació el 9 de marzo de 1942 en Garnant, en el valle industrial de Amman, en Gales, hijo de Will Cale, minero de carbón, y de Margaret Davies, profesora de primaria. Aunque su padre sólo hablaba inglés, su madre hablaba y enseñaba galés a Cale, lo que complicó la relación con su padre, aunque empezó a aprender inglés en la escuela primaria, alrededor de los siete años. La BBC grabó a Cale tocando una tocata que compuso principalmente en las teclas negras del piano al estilo de Aram Khachaturian. Su madre fue internada por un cáncer de mama cuando él tenía 11 años.
Tras descubrir su talento para la viola, Cale estudió música en el Goldsmiths College de la Universidad de Londres. Allí organizó un primer concierto de Fluxus, A Little Festival of New Music, el 6 de julio de 1964. También colaboró en el cortometraje Police Car y publicó dos partituras en Fluxus Preview Review (julio de 1963) para el naciente colectivo de vanguardia. Dirigió la primera interpretación en el Reino Unido del Concierto para piano y orquesta de Cage, con el compositor y pianista Michael Garrett como solista. En 1963, viajó a Estados Unidos para continuar su formación musical con la ayuda e influencia de Aaron Copland.
Al llegar a Nueva York, Cale conoció a varios compositores influyentes. El 9 de septiembre de 1963 participó, junto con John Cage y otros, en un maratón de 18 horas de interpretación al piano que consistió en la primera representación completa de "Vexations" de Erik Satie.

## Discografía

### The Velvet Underground
- 1967 - The Velvet Underground and Nico
- 1968 - White Light/White Heat

#### Álbumes de estudio
- Vintage Violence (1970)
- Church of Anthrax (1971) (con Terry Riley)
- The Academy in Peril (1972)
- Paris 1919 (1973)
- Fear (1974)
- Slow Dazzle (1975)
- Helen of Troy (1975)
- Honi Soit (1981)
- Music For A New Society (1982)
- Caribbean Sunset (1983)
- Artificial Intelligence (1985)
- Words for the Dying (1989)
- Songs for Drella (1990) (con Lou Reed)
- Wrong Way Up (1990) (con Brian Eno)
- Last Day on Earth (1994) (con Bob Neuwirth)
- Walking on Locusts (1996)
- HoboSapiens (2003)
- BlackAcetate (2005)
- Shifty Adventures in Nookie Wood (2012)
- M:FANS (2016)
- Mercy (2023)

#### Álbumes en vivo
- June 1, 1974 (1974) (Kevin Ayers, Brian Eno y Nico)
- Sabotage/Live (1979)
- John Cale Comes Alive (1984)
- Even Cowgirls Get the Blues (1991)
- Fragments of a Rainy Season (1992)
- Le Bataclan '72 (2004) (con Lou Reed y Nico)
- Circus Live (2007)
- John Cale & Band Live (2010)

### EP
- Animal Justice (1977)
- 5 Tracks (2003)
- Extra Playful (2011)

#### Álbumes recopilatorios
- Guts (1977)
- Seducing Down the Door (1994)
- The Island Years (1996)
- Close Watch: An Introduction to John Cale (1999)
- Gold (2007)

### Bandas sonoras
- Paris s'eveille - suivi d'autres compositions (1991)
- 23 Solo Pieces for La Naissance de L'Amour (1993)
- Antártida (1995)
- Eat/Kiss: Music for the Films by Andy Warhol (1997)
- Somewhere in the City (1998)
- Nico: Dance Music (1998)
- Le Vent De La Nuit (1999)
- The Unknown (1999)
- American Psycho (2000)
- Saint Cyr (2000)
- Process (2005)